# Ingbert Lindemann
Ingbert Lindemann (* 1945 in Bremen-Vegesack) ist ein deutscher Pastor. Als Autor veröffentlichte er ein Werk über die Judenverfolgung in Aumund und einen Anekdotenband.

## Leben
Lindemann studierte Evangelische Theologie in Berlin, Mainz und Göttingen und wirkte danach als Vikar und Hilfsprediger. Ab 1986 war er neun Jahre Landesjugendpfarrer der Bremischen Evangelischen Kirche, davor und danach bis zu seiner Pensionierung 2008 Pastor der Evangelisch-lutherischen Christophorus-Gemeinde Aumund/Fähr.
2013 schrieb er einen kurzen Beitrag in dem Werk Stolpersteine in Bremen.

## Werke
Bücher
- „Die H. ist Jüdin!“ Aus dem Leben von Aumunder Juden nach 1933. Mit einem Vorwort von Hans Koschnick. Donat, Bremen 2009, ISBN 978-3-938275-58-0. Literaturverzeichnis S. 111–114.
- Der Grottenolm oder Gott auf dem Fahrrad. Die schönsten Edwin-Lindemann-Geschichten. Donat, Bremen 2010, ISBN 978-3-938275-75-7.

Beiträge und kleinere Schriften
- Chronik der Christophorusgemeinde. Bremen 1983.
- Die Evangelisch-lutherische Kirche in Aumund und Fähr/Lobbendorf sowie Die Reichspogromnacht in Aumund. In: Hartmut Müller, Jürgen Hartwig: Fähr-Lobbendorf. Leben und Arbeiten im Zentrum des Bremer Nordens. Edition Temmen, Bremen 1997, ISBN 3-86108-610-7.
- Zur Geschichte von Bremen-Nord. In: Wiltrud Ahlers u. a. (Hrsg.): Stolpersteine in Bremen – Region Nord. Sujet Verlag, Bremen 2013, ISBN 978-3-944201-12-2, S. 25–31.
- 200 Jahre Evangelische Kirchengemeinde Vegesack 1817-2017, Hrsg. zusammen mit: Thomas Begerow und Volker Keller, Bremen (Verlag Donat) 2017, ISBN 978-3-943425-73-4.